# Râul Bunea
Râul Bunea este un afluent al râului Pădurani. 

## Hărți
- Harta județului Timiș